# Чхве Ён Гон
Чхве Ён Гон (кор. 최용건?, 崔庸健?; 21 июня 1900, Пхёнан-Пукто, Корейская империя — 19 сентября 1976, Пхеньян, КНДР) — корейский государственный и политический деятель, Председатель Президиума Верховного Народного Собрания КНДР (1957—1972).
В русском языке встречается также вариант передачи имени Цой Ен Ген.
Герой Труда КНДР (1960).

## Биография
Родился 21 июня 1900 года в провинции Пхёнан-Пукто Корейской империи в крестьянской семье.
Принимал участие в выступлениях против японских колонизаторов Кореи с 1920 года.
В 1923 году эмигрировал в Китай, где вступил в коммунистическую партию.
Участвовал в партизанской деятельности против японских вооружённых сил в Маньчжоу-го.
В 1946—1947 годы являлся начальником департамента полиции Временного народного комитета Северной Кореи.
С 1946 по 1955 год был председателем ЦК Демократической партии Кореи.
В 1948—1957 годы работал министром национальной обороны.
В 1948 году также был избран депутатом Верховного народного собрания КНДР.
С 1953 года параллельно занимал пост заместителя председателя кабинета министров КНДР.
В 1955 году вступил в Трудовую партию Кореи, был членом её ЦК и Политического комитета, а также до 1966 года — заместителем председателя ЦК ТПК. С 1966 года — секретарь ЦК ТПК. Сыграл видную роль во внутрипартийном конфликте 1956 года на стороне Ким Ир Сена.
Глава северокорейской делегации на XX съезде КПСС.
В 1957—1972 годы был председателем Президиума Верховного народного собрания КНДР.
С 1972 года — член Центрального народного комитета КНДР и вице-президент КНДР.
Свой последний пост Ён Гон оставил в 1974 году. 
Ушёл из жизни 19 сентября 1976 года в Пхеньяне.

## Личная жизнь
В своих мемуарах Хван Чжан Ёп, бывший председатель Верховного народного собрания, известный как наиболее высокопоставленных беженцев из КНДР, отметил, что с Чхве Ён Гоном было очень трудно наладить близкие отношения, хотя он и не был таким строгим.

## Звания и награды
В 1953 году Чхве присвоено звание вице-маршала. В 1960 году — Героя Труда.